# 死的讚美 (電影)
《死的讚美》（韓語：사의 찬미）為1991年韓國劇情電影，由金鎬善執導，極東Screen出品、製作及發行，本片講述朝鮮最早的公費留學生尹心悳和她的戀人、天才劇作家金祐鎮在玄海灘殉情的故事。
本片於2018年由SBS翻拍成同名電視劇。

## 劇情介紹
尹心悳的才能得到大家的認可，於1919年成為最早公費留學中的一員。在東京音樂學校裡苦修聲樂技巧的同時，尹心悳以她自由奔放的性格在眾多學生中有著極高人氣。和心悳一起到日本留學的洪蘭坡也對她存有不同尋常的感情。可是心悳卻通過洪蘭坡認識了戲劇藝術協會的金祐鎮並且一見鍾情。感情上一向細致謹慎的金祐鎮被心悳火樣的熱情嚇了一跳，但幾次的磨擦之後，兩人迅速墜入愛河。在愛情的慾火中焚燒的金祐鎮偶爾冷靜下來想到自己還是有婦之夫的事實，受到倫理道理遣責的祐鎮精神陷入了極度矛盾中於是打算和心悳斷絕關係。
此時心悳聽從別人的建議從聲樂舞台轉型到大眾舞台，在愛情和現實之間苦惱的兩個年青人經歷了眾多苦難之後再次見面之時，面對還是無法改變的現實絕望的彎曲雙膝雙雙跪下，從船上跳入了茫茫大海…

## 演員陣容
- 張美姬 飾 尹心悳（朝鲜语：윤심덕）
- 林成敏（朝鲜语：임성민 (1956년)） 飾 金祐鎮（朝鲜语：김우진 (1897년)）
- 李璟榮 飾 洪蘭坡（朝鲜语：홍난파）
- 金慧利 飾 尹聖悳
- 金成洙 飾 李龍文
- 趙瑄默 飾 趙明熙（朝鲜语：조명희 (작가)）
- 金智賢 飾 朴正植
- 趙敏基 飾 洪海星（朝鲜语：홍해성）
- 朴珍慶 飾 女演員
- 申忠植（朝鲜语：신충식） 飾 團長
- 朱虎聲（朝鲜语：주호성） 飾 辯士
- 姜桂植 飾 金祐鎮的父親

## 獎項
| - 第30屆大鐘獎（1992年） - 「最佳電影獎」 - 「最佳男主角獎」：林成敏 - 第12屆青龍電影獎（1991年） - 「最佳導演獎」：金鎬善 | - 第30屆大鐘獎（1992年） - 「優秀電影獎」 - 「最佳導演獎」：金鎬善 - 「最佳女主角獎」：張美姬 - 「最佳男配角獎」：李璟榮 - 「最佳劇本獎」：林柔順 - 「最佳攝影獎」：李成春 - 「最佳服裝獎」：金永珠、河龍水 - 「最佳錄音獎」：金耕一 - 「特別獎」：金鐵石（特殊效果） - 第12屆青龍電影獎（1991年） - 「最佳電影獎」 - 「最佳男主角獎」：林成敏 - 「最佳女主角獎」：張美姬 - 「最佳男配角獎」：李璟榮 - 第2屆春史電影獎（1991年） - 「最佳電影獎」 - 「最佳女主角獎」：張美姬 - 「最佳男配角獎」：李璟榮 - 「創作劇本獎」：林柔順 - 「最佳攝影獎」：李成春 - 「最佳美術獎」：趙隆三 - 「最佳燈光獎」：林栽瑩 - 「最佳服裝獎」：金永珠、河龍水、李海潤 - 「最佳剪接獎」：玄東春 - 「技術獎」：梁大鎬（音響） - 第12屆韓國電影評論家協會獎（1992年） - 「最佳技術獎」：玄東春（剪接） - 第16屆黃金攝影獎（1992年） - 「最佳燈光獎」：林栽瑩 - 第37屆亞太影展（1992年） - 「最佳女主角獎」：張美姬 |

## 外部連結
- 互联网电影数据库（IMDb）上《死的讚美》的资料（英文）
- 韩国电影数据库（KMDb）上《死的讚美》的資料
- 豆瓣电影上《死的讚美》的資料 （简体中文）